# Houston megye (Georgia)
Houston megye az Amerikai Egyesült Államokban, azon belül Georgia államban található. Megyeszékhelye Perry, legnagyobb városa Warner Robins. Lakosainak száma 163 633 fő (2020. április 1.). Houston megye Bibb, Peach, Twiggs, Bleckley, Pulaski, Dooly és Macon megyékkel határos.

## Népesség
A megye népességének változása:
| Lakosok száma | 140 737 | 144 145 | 146 067 | 147 658 | 150 033 | 163 633 |
|               | 2010    | 2011    | 2012    | 2013    | 2015    | 2020    |